# Gmina Bojanów
Die Gmina Bojanów ist eine Landgemeinde im Powiat Stalowowolski der Woiwodschaft Karpatenvorland in Polen. Ihr Sitz ist das gleichnamige Dorf.

## Gliederung
Zur Landgemeinde (gmina wiejska) Bojanów gehören folgende 13 Dörfer mit einem Schulzenamt:
Bojanów
Bojanów za Rzeką
Burdze
Cisów-Las
Gwoździec
Korabina
Kozły Załęże
Laski
Maziarnia
Przyszów I
Przyszów III
Ruda
Stany
Eine weitere Ortschaft der Gemeinde ist Pietropole.